# Generazione spontanea
Per generazione spontanea si intende la credenza, molto diffusa dall'antichità, per cui la vita potrebbe nascere in modo "spontaneo" dagli elementi naturali inanimati, in quanto comunque dotati di influssi vitali. Si riteneva infatti che gli esseri viventi più semplici, come i vermi e gli insetti, potessero nascere spontaneamente dal fango o da carcasse in putrefazione. Si contrappone alla teoria della biogenesi, secondo cui la vita può generarsi solo a partire da altri esseri viventi.
Questa teoria, ancora accettata nel XVIII secolo, ad esempio dal biologo inglese John Needham, fu confutata grazie ad alcuni esperimenti di Francesco Redi e di Lazzaro Spallanzani. Francesco Redi pose della carne avariata in una serie di recipienti, alcuni chiusi, altri aperti, e dimostrò che le larve nascevano solo dove le mosche avevano potuto depositare le uova. Spallanzani fece anche un altro esperimento simile ma che dimostrava che l'aria può dare origine ad alcuni organismi. 
Col passare degli anni la teoria della generazione spontanea venne progressivamente abbandonata. Tuttavia, l'avvento del microscopio portò a una generale ripresa della teoria: si notò infatti che bastava mettere delle sostanze organiche in decomposizione in un luogo caldo per breve tempo e delle strane "bestioline viventi" apparivano sulla superficie.
All'inizio del XIX secolo la teoria era sostenuta ancora da Geoffroy Saint-Hilaire e Jean-Baptiste de Lamarck. Essi consideravano entrambi che le forme di vita più semplici potevano ancora comparire come generazioni spontanee. Parimenti Antoine Béchamp mostrò, con i suoi microzimi, una forma di generazione spontanea della vita.
Quando la controversia divenne troppo vivace, l'Accademia delle Scienze di Parigi offrì un premio a chiunque fosse stato in grado di fare luce sull'argomento. Il premio fu vinto nel 1864 da Louis Pasteur, che attraverso un semplice esperimento riuscì a confutare la teoria della generazione spontanea. Egli impiegò per i suoi esperimenti dei matracci a collo d'oca, che permettevano l'entrata dell'ossigeno, elemento indispensabile allo sviluppo della vita, ma impedivano che il liquido all'interno venisse a contatto con agenti contaminanti come spore e batteri. Egli bollì il contenuto dei matracci, uccidendo così ogni forma di vita all'interno, e dimostrò che i microrganismi riapparivano solo se il collo dei matracci veniva rotto, permettendo così agli agenti contaminanti di entrare.
Attraverso questo semplice esperimento Louis Pasteur fu in grado di confutare la teoria della generazione spontanea a favore della teoria della biogenesi e, come lui stesso disse in una serata scientifica alla Sorbona di Parigi: «Mai la teoria della generazione spontanea potrà risollevarsi dal colpo mortale inflittole da questo semplice esperimento». Egli inoltre dimostrò che dei germi si depositavano nella curva del matraccio in cui era presente dell'acqua perché l'aria arrivava fin lì, e quindi in quel posto si riproducevano i germi poiché si erano trovati in un ambiente a loro favorevole.

## Fonti antiche
Da ricordare alcuni miti riguardanti la teoria della generazione spontanea, quali il mito della bugonia (generazione dal bove) narrato da Virgilio nel libro IV delle Georgiche, dedicato all'apicoltura. Secondo il racconto di Virgilio, Aristeo si era reso colpevole della morte di Euridice, la quale, nel tentativo di sfuggire al suo tentativo di stupro, aveva calpestato un serpente che l'aveva morsa. Per questo le ninfe driadi avevano punito Aristeo facendo sparire le sue api. Aristeo, consigliato dalla madre Cirene, sacrificò quattro tori per onorare e placare l'ombra di Euridice. Dalle carcasse in decomposizione dei tori si generarono prodigiosamente le api.
Vi sono molte fonti di epoca medievale, tra cui ad esempio bestiari, che descrivono la nascita spontanea di insetti, quali zanzare dagli acquitrini, oppure vermi dagli alimenti, o ancora topolini da pezzi di pane ammuffito.